# Alexander Burgstaller (Rennfahrer)
Alexander Burgstaller (* 26. August 1969 in München) ist ein ehemaliger deutscher Automobilrennfahrer.

## Karriere
Alexander Burgstaller startete seine Karriere im Kartsport. Dort fuhr er von 1984 bis 1990 und wurde 1990 deutscher Kartmeister.
1991 wechselte er in den Tourenwagensport und startete mit einem BMW M3 in der Gruppe N+ 2500 des Deutschen Tourenwagen Cups. Mit fünf Siegen in sechs Rennen gewann er dort den Meistertitel. In der darauffolgenden Saison fuhr er mit einem BMW 325i Coupé E36 in der Deutschen Tourenwagen Trophäe (DTT). Parallel startete er beim Rennen in Diepholz in der Deutschen Tourenwagen-Meisterschaft (DTM).
1993 und 1994 ging er für das Team Bigazzi in der italienischen Super-Tourenwagen Meisterschaft mit einem BMW 318i an den Start. Sein bestes Ergebnis in dieser Rennserie war 1993 der siebte Platz in der Jahreswertung. Im selben Jahr fuhr er zwei Rennen im Tourenwagen-Weltcup und im ADAC-GT-Cup. In der Tourenwagen-Weltcup-Saisonwertung erreichte er den vierten Platz. Von 1994 bis 1998 startete Burgstaller im 1994 neu gegründeten Super-Tourenwagen-Cup (STW). Zunächst fuhr er dort mit BMW-Tourenwagen. Ab 1996 ging er für das Opel Team Holzer mit einem Opel Vectra 16V an den Start. Seine beste Saison-Platzierung in dieser Rennserie war 1995 der siebte Rang.
Burgstaller nahm von 1994 bis 1996 bei den 24-Stunden-Rennen von Spa-Francorchamps und 1995 beim 24-Stunden-Rennen auf dem Nürburgring teil. 1994 und 1996 gewann er mit seinen Team-Kollegen des BMW Fina Bastos Team das Rennen in Spa. Das Langstreckenrennen auf dem Nürburgring 1995 gewann er zusammen mit Roberto Ravaglia und Marc Duez auf einem BMW 320i.
1999 und 2000 startete er im Porsche Carrera Cup Deutschland auf einem Porsche 911 GT3 Cup Typ 996 und erreichte 1999 mit dem siebten Platz sein bestes Gesamtergebnis.
2004 wechselte er in die Mini Challenge Deutschland und gewann den Meistertitel. Er ging in dieser Rennserie bis 2007 an den Start und erreichte 2007 noch einmal den dritten Platz in der Saisonwertung. Danach beendete er seine aktive Motorsportkarriere.